# Cantorsches Produkt
Als cantorsches Produkt bezeichnet man in der Analysis ein unendliches Produkt, dessen Glieder aus rationalen Zahlen der Form {\displaystyle 1+{\tfrac {1}{q}}} bestehen, wobei die darin auftretenden Nenner stets natürliche Zahlen sind und zudem immer so beschaffen, dass der Nenner {\displaystyle q_{n+1}} des {\displaystyle n+1}-ten Gliedes {\displaystyle (n\in \mathbb {N} )} stets mindestens so groß ist wie das Quadrat des zum vorangehenden  {\displaystyle n}-ten Glied gehörigen Nenners {\displaystyle q_{n}} 
Die cantorschen Produkte wurden von Georg Cantor in einer Arbeit aus dem Jahre 1869 eingeführt. Wie Cantor darin zeigte, lässt sich jede beliebige reelle Zahl {\displaystyle {\alpha }_{0}>1} in Form eines cantorschen Produkts darstellen. Grundlegend für Cantors Darlegungen ist dabei die auf Leonhard Euler zurückgehende eulersche Produktgleichung
{\displaystyle {\frac {1}{1-x}}=\prod _{n=0}^{\infty }{(1+x^{2^{n}})}},
welche für alle reellen (und darüber hinaus sogar für alle komplexen) Zahlen {\displaystyle x} des Betrags {\displaystyle |x|<1} Gültigkeit hat.

## Cantors Satz
Cantors Satz über die cantorschen Produkte lässt sich zusammengefasst wie folgt darstellen:
Sei {\displaystyle {\alpha }_{0}>1} eine reelle Zahl. Dann gilt:
(I) Zu {\displaystyle {\alpha }_{0}} lässt sich eine und nur eine Zahlenfolge {\displaystyle (q_{n})_{n\in \mathbb {N} _{0}}} natürlicher Zahlen so bestimmen, dass {\displaystyle {\alpha }_{0}} eine Produktdarstellung der Form
{\displaystyle {\alpha }_{0}=\prod _{n=0}^{\infty }\left(1+{\tfrac {1}{q_{n}}}\right)}
hat, wobei in dieser Zahlenfolge für jeden Index {\displaystyle n} die Ungleichung {\displaystyle q_{n+1}\geq {q_{n}}^{2}} erfüllt ist und zudem nur endlich viele Folgenelemente {\displaystyle q_{n}=1} sind.
(II) Jedes cantorsche Produkt, also jedes unendliche Produkt der in (I) beschriebenen Form, ist konvergent.
(III) {\displaystyle {\alpha }_{0}} ist genau dann eine rationale Zahl, wenn in der cantorschen Produktdarstellung gemäß (I) ab einem Index {\displaystyle N} für alle nachfolgenden Indizes {\displaystyle n\geq N} stets die Identität {\displaystyle q_{n+1}={q_{n}}^{2}} besteht.

## Algorithmus zur Bestimmung der cantorschen Produktdarstellung
Die Zahlenfolge {\displaystyle (q_{n})_{n\in \mathbb {N} _{0}}} lässt sich ausgehend von {\displaystyle {\alpha }_{0}>1} wie folgt induktiv festlegen:
{\displaystyle q_{0}=\left\lfloor {\frac {{\alpha }_{0}}{{\alpha }_{0}-1}}\right\rfloor }  und {\displaystyle {\alpha }_{n}={\frac {{\alpha }_{n-1}}{1+{\frac {1}{q_{n-1}}}}}\;\;\;q_{n}=\left\lfloor {\frac {{\alpha }_{n}}{{\alpha }_{n}-1}}\right\rfloor } für {\displaystyle n\in \mathbb {N} }

## Beispiele
- Formel von Engel:[1]

Für {\displaystyle q\in \mathbb {N} } gilt stets
{\displaystyle {\sqrt {\frac {q+1}{q-1}}}=\prod _{n=0}^{\infty }{(1+{\frac {1}{q_{n}}})}}
mit {\displaystyle q_{0}=q\in \mathbb {N} } und {\displaystyle q_{n+1}=2\cdot {{q_{n}}^{2}}-1} {\displaystyle (n=0,1,2,3\ldots )}.

Insbesondere gilt für {\displaystyle q=3}:
{\displaystyle {\sqrt {2}}={(1+{\frac {1}{3}})}\cdot {(1+{\frac {1}{17}})}\cdot {(1+{\frac {1}{577}})}\cdot {(1+{\frac {1}{665857}})}\cdot \cdots } 
- Weitere Beispiele von Cantor:[3]

{\displaystyle {\sqrt {3}}={(1+{\frac {1}{2}})}\cdot {(1+{\frac {1}{7}})}\cdot {(1+{\frac {1}{97}})}\cdot {(1+{\frac {1}{18817}})}\cdot \cdots }
{\displaystyle {\sqrt {5}}={(1+{\frac {1}{1}})}\cdot {(1+{\frac {1}{9}})}\cdot {(1+{\frac {1}{161}})}\cdot {(1+{\frac {1}{51841}})}\cdot \cdots }
{\displaystyle {\sqrt {15}}={(1+{\frac {1}{1}})}\cdot {(1+{\frac {1}{2}})}\cdot {(1+{\frac {1}{4}})}\cdot {(1+{\frac {1}{31}})}\cdot {(1+{\frac {1}{1921}})}\cdot \cdots }

## Anmerkung
- Im ersten Band des Lexikons der Mathematik werden auch endliche Produkte, welche ansonsten die beiden oben genannten Nebenbedingungen erfüllen, als cantorsche Produkte behandelt. Zudem wird für alle {\displaystyle n} {\displaystyle q_{n}\geq 2} gefordert.
- Perron erwähnt zu den cantorschen Produkten in den Irrationalzahlen, dass diese sehr rasch konvergieren.[1] Aus ihnen kann man daher mit nur wenigen Rechenschritten sehr gute Näherungsbrüche für alle reellen Zahlen  > 1 gewinnen.
- Auf Euler gehen zwei weitere bemerkenswerte eulersche Produktdarstellungen zurück, nämlich die folgenden beiden, die in der modernen Funktionentheorie auf dem Wege über Thetafunktionen hergeleitet werden:[7][8]

Für jede komplexe Zahl {\displaystyle z} des Betrages {\displaystyle |z|<1} gilt:
{\displaystyle \prod _{n=1}^{\infty }{(1-z^{n})}=\sum _{n={-\infty }}^{+\infty }{(-1)^{n}\cdot z^{\frac {3n^{2}+n}{2}}}}
sowie
{\displaystyle \prod _{n=1}^{\infty }{(1-z^{n})^{3}}=\sum _{n={1}}^{\infty }{(-1)^{n-1}\cdot (2n-1)\cdot z^{\frac {n^{2}-n}{2}}}} .